# Xenopus laevis
Xenopus laevis (X. laevis) er en afrikansk sporefrø.
I 1940'erne og 1950'erne blev Xenopus laevis brugt til at lave nogle af de første pålidelige graviditetstest. I 1930'erne opdagede forskere at urin fra gravide kvinder kunne få hunsporefrøer til at lægge æg. Det skyldes at urin (og blod) fra den gravide indeholder hormonet gonadotropin. I den gravide kvindes krop er gonadotropins funktion at forhindre ægløsning og afstødelse af fosteret. Graviditetstestene foregik ved, at man injicerede urin fra en kvinde i Xenopus laevis, og hvis den så inden for 24 timer begyndte at lægge æg, var kvinden med stor sandsynlighed gravid. Man skulle naturligvis være omhyggelig med at sikre sig at æglægningen ikke skete af andre årsager. I 1960'erne blev frøerne afløst at kemiske analyser.
Xenopus embryoner og æg er et populært modelsystem for en lang række biologiske undersøgelser. Brugen af X. laevis embryoner dyr er meget udbredt på grund af dets kraftfulde kombination af eksperimentel medgørlighed og tætte evolutionære forhold til mennesker, i det mindste sammenlignet med mange andre modelorganismer. En hel vidensplatform, Xenbase (en) er blevet oprettet med formålet at samle viden til brugen af frøen som modelorganisme.